# Małoszyce (województwo pomorskie)
Małoszyce (kaszb. Małoszëce, niem. Mallschütz) – osada kaszubska w Polsce położona w województwie pomorskim, w powiecie lęborskim, w gminie Nowa Wieś Lęborska na obszarze kompleksu leśnego Puszczy Kaszubskiej. Wieś jest częścią składową sołectwa Dziechlino. 
W latach 1975–1998 miejscowość administracyjnie należała do województwa słupskiego.
Inne miejscowości o nazwie Małoszyce: Małoszyce

## Historia
Pierwsze wzmianki pochodzą z roku 1310. W latach 1507-1673 majątek ten należał do Lęborka. W końcu XVIII wieku przebiegała tędy droga pocztowa.

## Zabytki
Znajduje się tu przebudowany dwór z roku 1833 oraz spichlerz i stajnia dla dworskich koni. Dwór stoi w parku z licznymi bardzo starymi bukami. W głębi parku znajduje się kaplica grobowa z roku 1857, zamieniona po wojnie na kościół filiarny. W Małoszycach istnieje najstarszy wodociąg na ziemi lęborskiej wybudowany w 1896 roku.